# Tobin Bell
Joseph Henry Tobin Jr. (Queens, 7 de agosto de 1942), conhecido profissionalmente como Tobin Bell, é um ator norte-americano, mais conhecido por sua interpretação de John Kramer / Jigsaw, o personagem central da franquia Saw. Ele aparece nos primeiros oito filmes da série, e também dubla o personagem nas duas adaptações de videogame, Saw (2009) e Saw II: Flesh & Blood (2010). Sua interpretação de Jigsaw lhe rendeu cinco indicações ao prêmio e duas vitórias.
Bell é um membro vitalício do Actors Studio. Depois de anos de trabalho como stand-in e figurante em filmes, conseguiu seu primeiro grande trabalho como ator em Mississípi em Chamas (1988) e, posteriormente, passou a estrelar filmes feitos para a televisão e ator convidado em programas de televisão ao longo da década de 1990. Antes de sua conquista com a Saw, Bell apareceu em muitos filmes notáveis e variados, incluindo O Veredicto (1982), Tootsie (1982), Mississípi em Chamas (1988), False Identity (1990), Loose Cannons (1990), Goodfellas (1990), Ruby (1992), Boiling Point (1993), A Firma (1993), Na Linha de Fogo (1993), Malice (1993), Rápida e Mortal (1995), Brown's Requiem (1998), e um papel de voz em O Caminho para El Dorado (2000).
Ele às vezes é creditado como Joseph Tobin em vários filmes da década de 1980, como A Escolha de Sofia e Turk 182.

## Juventude
Bell nasceu em Queens, Nova Iorque e cresceu em Weymouth, Massachusetts. Sua mãe anglo-americana, Eileen Julia Bell Tobin, era uma atriz que trabalhava na Quincy Repertory Company. Seu pai americano, Joseph H. Tobin, que era de ascendência irlandesa, construiu e fundou a estação de rádio WJDA em Quincy, Massachusetts, em 1947 e uma vez concorreu a prefeito de Gloversville, Nova Iorque. A avó materna de Bell, Julia Gandon Bell, nasceu em Cork, na Irlanda. Bell tem uma irmã e um irmão. Bell estudou artes liberais e jornalismo na faculdade, com a intenção de se tornar um escritor e entrar no campo da radiodifusão. Ele também tem interesse em questões ambientais, possuindo mestrado em ciências ambientais pela Montclair State University, além de ter trabalhado para o Jardim Botânico de Nova Iorque. Ele acredita que ouvir um seminário de Hume Cronyn e Jessica Tandy na Universidade de Boston o inspirou a começar uma carreira de ator.
Bell mais tarde se juntou ao Actors Studio, onde estudou com Lee Strasberg e Ellen Burstyn, e se juntou à escola de teatro Neighborhood Playhouse de Sanford Meisner. Ele desempenhou papéis de figurante no final dos anos 1970 e início dos anos 1980 em mais de 30 filmes, incluindo filmes de Woody Allen (Manhattan) e Martin Scorsese, enquanto também atuava na Broadway. Bell disse que outros atores do Actors Studio achavam que fazer stand-in e trabalho de figurante era “estúpido ou degradante”, mas ele nunca se sentiu assim.

## Carreira

### Primeiros trabalhos: 1982–1999

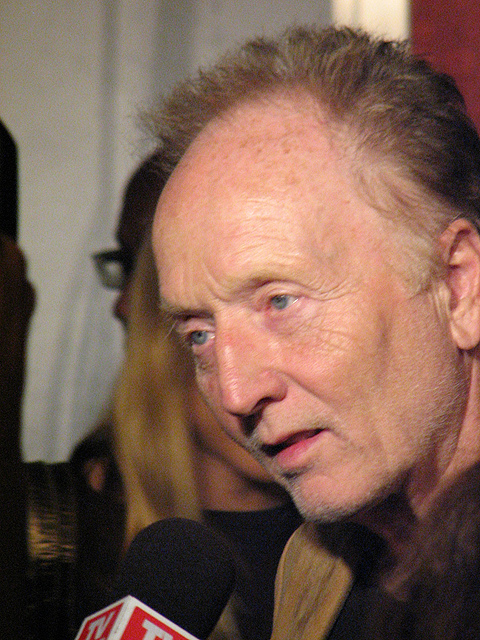
Bell na estreia de Saw 3D em 27 de outubro de 2010

Em 1982, Bell teve uma cena curta sem créditos no filme de Sydney Pollack, Tootsie, interpretando um garçom no restaurante Russian Tea Room. Ele disse ao site Movieline: “Sabe, quando você está falando sobre Tootsie, é a ponta do iceberg, porque os outros vinte e nove filmes que fiz nem estão no IMDb.” Ele trabalhou em O Veredicto (1982) durante duas semanas como repórter de tribunal no julgamento. Lembrou que foi uma “grande oportunidade” assistir Sidney Lumet e Paul Newman, enquanto também aprendia o aspecto técnico da atuação. Para cada papel que desempenha, desde a leitura inicial do roteiro até a cena final de uma produção, ele mantém um diário com várias questões e motivações para seu personagem. “Eu escrevo todos os tipos de coisas de fluxo de consciência que me ajudam.”
Em 1982, Bell conseguiu seu primeiro papel como orador nos últimos momentos do drama A Escolha de Sofia, estrelado por Meryl Streep. Em meados da década de 1980, Bell disse: “Eu estava fazendo peças off-Broadway três noites por semana, trabalhando no meu ofício e um diretor do Actors Studio disse: ‘Sabe, Tobin, você faz isso há um tempo. Eu acho que você deveria ir para Hollywood e interpretar bandidos.’” Bell mudou-se para Los Angeles e foi escalado para seu primeiro longa-metragem, Mississípi em Chamas de Alan Parker (1988), como um “duro, esperto, agente do FBI”. Bell interpretou um assassino chamado “The Nordic Man” em outro filme de Pollack, A Firma (1993). No mesmo ano, ele interpretou Mendoza em Na Linha de Fogo, onde tenta provocar um disfarçado Clint Eastwood para provar sua lealdade assassinando seu parceiro, interpretado por Dylan McDermott. Passou a aparecer em um episódio do seriado Seinfeld intitulado “The Old Man” interpretando um dono de loja de discos. Apareceu em dois episódios de NYPD Blue interpretando diferentes personagens.
Em 1994, Bell interpretou um administrador de hospital no segundo episódio da primeira temporada de ER e passou a aparecer em um episódio de outro drama médico Chicago Hope, interpretando um preso com doença terminal no corredor da morte. Nesse mesmo ano, interpretou o “Unabomber” no filme feito para a televisão Unabomber: The True Story. Em 1997, Bell estrelou como ator convidado um episódio de La Femme Nikita e Nash Bridges. No ano seguinte, estrelou um episódio de Stargate SG-1 e um episódio de duas partes de Walker, Texas Ranger. Ele também apareceu como o vilão Peter Kingsley durante a segunda temporada de 24.

### 2004–presente

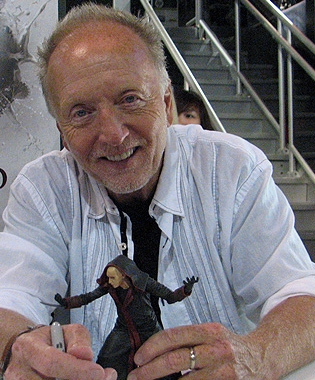
Bell no San Diego Comic-Con de 2010

Em 2004, Bell foi escalado como John Kramer / Jigsaw, um engenheiro que virou assassino em série que quer que os outros apreciem o valor da vida através de “jogos” distorcidos, no filme de terror Jogos Mortais. O filme de baixo orçamento foi um sucesso de bilheteria, gerando oito sequências: Saw II (2005), Saw III (2006), Saw IV (2007), Saw V (2008), Saw VI (2009), Saw 3D (2010), Jigsaw (2017), e Spiral (2021). Ele forneceu sua voz para o personagem Jigsaw no videogame Saw (2009) e sua sequência, Saw II: Flesh & Blood (2010), ao qual ele também forneceu sua semelhança. Apesar de Bell ter passado três semanas deitado no chão e ter poucas falas, seu papel foi fundamental para o primeiro filme. Por seu papel como “Jigsaw”, Bell recebeu indicações ao MTV Movie Awards em 2006 e 2007 para “Melhor Vilão”, ganhou o “Melhor Açougueiro” no Fuse/Fangoria Chainsaw Awards e recebeu o título de "Melhor Vilão em uma Série de Filmes" no Prêmio Chiller-Eyegore de 2010. Embora considere seu papel em Saw como “uma grande bênção”, ele espera em breve ter a oportunidade de ser escalado contra o tipo.
Em 2016, Bell estrelou como o eremita Yo Ling na novela Days of Our Lives, revelado como o pai há muito perdido de John Black. Ele estrelou como as vozes do vilão Doutor Alquimia e o deus da velocidade malicioso e principal antagonista Savitar na terceira temporada de The Flash, em um papel não creditado.

## Vida pessoal
Bell tem dois filhos. Em janeiro de 2018, a esposa de Bell, Elizabeth, pediu o divórcio após 25 anos de casamento. Quando não está atuando, ele treina um time da Little League Baseball e flag football. Seus outros passatempos incluem caminhadas e tocar violão.

## Filmografia
| Ano  | Título                                                 | Papel                                                    | Notas                                              |
| ---- | ------------------------------------------------------ | -------------------------------------------------------- | -------------------------------------------------- |
| 1979 | Manhattan                                              | Homem na rua                                             | Sem créditos                                       |
| 1981 | Tales of Ordinary Madness                              | Dono de bar                                              | Sem créditos                                       |
| 1982 | A Escolha de Sofia                                     | Repórter                                                 | Creditado como Joseph Tobin                        |
| 1982 | O Veredicto                                            | Observador do Tribunal                                   | Sem créditos                                       |
| 1982 | Tootsie                                                | Garçom                                                   | Sem créditos                                       |
| 1983 | Svengali                                               | Garçom                                                   | Sem créditos                                       |
| 1985 | Turk 182                                               | Sargento na ponte                                        | Creditado como Joseph Tobin                        |
| 1988 | Mississípi em Chamas                                   | Agente do FBI Stokes                                     |                                                    |
| 1989 | An Innocent Man                                        | Zeke                                                     |                                                    |
| 1990 | False Identity                                         | Marshall Errickson                                       |                                                    |
| 1990 | Loose Cannons                                          | Gerber                                                   |                                                    |
| 1990 | Goodfellas                                             | Agente da condicional                                    |                                                    |
| 1992 | Ruby                                                   | David Ferrie                                             |                                                    |
| 1993 | Boiling Point                                          | Freddie Roth                                             |                                                    |
| 1993 | A Firma                                                | The Nordic Man                                           |                                                    |
| 1993 | Na Linha de Fogo                                       | Marty Mendoza                                            |                                                    |
| 1993 | Malice                                                 | Earl Leemus                                              |                                                    |
| 1995 | Serial Killer                                          | William Lucian Morrano                                   | Direto para vídeo                                  |
| 1995 | Rápida e Mortal                                        | 'Dog' Kelly                                              |                                                    |
| 1996 | Cheyenne                                               | Marshal Toynbee                                          |                                                    |
| 1998 | Brown's Requiem                                        | Stan 'Stan The Man'                                      |                                                    |
| 1998 | Overnight Delivery                                     | John Dwayne Beezly                                       |                                                    |
| 1998 | Best of the Best 4: Without Warning                    | Lukasz Slava                                             |                                                    |
| 1999 | The 4th Floor                                          | O serralheiro                                            |                                                    |
| 2000 | O Caminho para El Dorado                               | Zaragoza                                                 | Voz, agrupada em "Talento de Voz"                  |
| 2001 | Good Neighbor                                          | Geoffrey Martin                                          |                                                    |
| 2002 | Power Play                                             | Clemens                                                  |                                                    |
| 2002 | Black Mask 2: City of Masks                            | Moloch                                                   |                                                    |
| 2004 | Saw                                                    | John Kramer / Jigsaw                                     |                                                    |
| 2005 | Hacking Away at 'Saw'                                  | Ele mesmo                                                | Curta documentário em vídeo                        |
| 2005 | Saw II                                                 | John Kramer / Jigsaw                                     |                                                    |
| 2006 | Going to Places: The Rise and Fall of the Slasher Film | Ele mesmo                                                | Documentário, apenas imagens de arquivo            |
| 2006 | Saw III                                                | John Kramer / Jigsaw                                     |                                                    |
| 2007 | Buried Alive                                           | Lester                                                   | Direto para vídeo                                  |
| 2007 | Decoys 2: Alien Seduction                              | Professor Erwin Buckton                                  | Direto para vídeo                                  |
| 2007 | The Haunting Hour: Don't Think About It                | O estranho                                               | Direto para vídeo                                  |
| 2007 | Boogeyman 2                                            | Dr. Mitchell Allen                                       |                                                    |
| 2007 | Saw IV                                                 | John Kramer / Jigsaw                                     |                                                    |
| 2008 | Boogeyman 3                                            | Dr. Mitchell Allen                                       | Voz, sem créditos                                  |
| 2008 | Saw V                                                  | John Kramer / Jigsaw                                     |                                                    |
| 2009 | Saw VI                                                 | John Kramer / Jigsaw                                     |                                                    |
| 2010 | Saw 3D                                                 | John Kramer / Jigsaw                                     |                                                    |
| 2014 | Dark House                                             | Seth                                                     | Também coprodutor do filme                         |
| 2014 | Finders Keepers                                        | Dr. Freeman                                              |                                                    |
| 2014 | Saw: Filmmaker Q&A                                     | Ele mesmo                                                | Vídeo curto                                        |
| 2015 | Run                                                    | Homem no bar                                             | Curta metragem                                     |
| 2015 | Phantom Halo                                           | 'Smashmouth'                                             |                                                    |
| 2015 | Manson Family Vacation                                 | 'Blackbird'                                              |                                                    |
| 2015 | Unbelief                                               | Frank                                                    | Curta-metragem, também produtor executivo do filme |
| 2016 | Rainbow Time                                           | Peter                                                    |                                                    |
| 2017 | Jigsaw                                                 | John Kramer / Jigsaw                                     |                                                    |
| 2017 | 61: Highway to Hell                                    | O diabo                                                  |                                                    |
| 2017 | 12 Feet Deep                                           | McGradey                                                 |                                                    |
| 2017 | The Sandman                                            | Valentine                                                |                                                    |
| 2017 | Belzebuth                                              | Vasilio Canetti                                          |                                                    |
| 2017 | My Pretty Pony                                         | George Banning                                           | Curta-metragem, também produtor executivo do filme |
| 2019 | The Way We Weren't                                     | Jerry                                                    | Também produtor do filme                           |
| 2019 | Ice Cream in the Cupboard                              | Pop                                                      |                                                    |
| 2019 | Gates of Darkness                                      | Monsignor Canell                                         |                                                    |
| 2020 | Let Us In                                              | Mr. Munch                                                |                                                    |
| 2020 | The Call                                               | Edward Cranston                                          |                                                    |
| 2020 | A Father's Legacy                                      | Billy Ford                                               |                                                    |
| 2021 | Spiral                                                 | John Kramer / Jigsaw                                     | Somente foto                                       |
| 2021 | Aileen Wuornos: American Boogeywoman                   | Lewis Fell                                               |                                                    |
| TBA  | Awaken                                                 | Cooper Mason                                             | Pós-produção, também coprodutor do filme           |
| TBA  | Wolf Mountain                                          | Dr. Avery                                                | Pós-produção                                       |
| TBA  | Liberty                                                | General Volker                                           | Pré-produção                                       |
| TBA  | The Rogue                                              | V.P. Williamson                                          | Pré-produção                                       |
| TBA  | ReBroken                                               | Von                                                      | Filming                                            |
| TBA  | The Bunker                                             | Mr. Riley                                                | Pós-produção                                       |
| TBA  | Ghostkiller                                            | Agente especial Lee Tarkington / 1862 Herbert Tarkington | Anunciante, também produtor do filme               |
| TBA  | Mouth to Mouth                                         | TBA                                                      | Pré-produção                                       |
| TBA  | Dark Corners                                           | TBA                                                      | Atualmente em desenvolvimento                      |
| TBA  | Sins of the Father                                     | TBA                                                      | Atualmente em desenvolvimento                      |

| Ano       | Título                                               | Papel                                                  | Notas                                                                                         |
| --------- | ---------------------------------------------------- | ------------------------------------------------------ | --------------------------------------------------------------------------------------------- |
| 1987-1988 | The Equalizer                                        | Desconhecido                                           | 2 episódios                                                                                   |
| 1989      | Perfect Witness                                      | Dillon                                                 | Telefilme                                                                                     |
| 1990      | Alien Nation                                         | Brian Knox                                             | Episódio: "Crossing the Line"                                                                 |
| 1990      | Jake and the Fatman                                  | Vic                                                    | Episódio: "More Than You Know"                                                                |
| 1990      | Broken Badges                                        | Martin Valentine                                       | Episódio: "Pilot"                                                                             |
| 1991      | Love, Lies and Murder                                | Al Stutz                                               | Telefilme                                                                                     |
| 1991      | The 100 Lives of Black Jack Savage                   | Tony Gianini                                           | Episódio: "Pilot"                                                                             |
| 1991      | Vendetta: Secrets of a Mafia Bride                   | Barman                                                 | Telefilme                                                                                     |
| 1992      | Mann & Machine                                       | Richards                                               | Episódio: "No Pain, No Gain"                                                                  |
| 1992      | Calendar Girl, Cop, Killer? The Bambi Bembenek Story | Desconhecido                                           | Telefilme                                                                                     |
| 1992      | Silk Stalkings                                       | Emil Rossler                                           | Episódio: "Hot Rocks"                                                                         |
| 1993      | Seinfeld                                             | Ron                                                    | Episódio: "The Old Man"                                                                       |
| 1993      | Sex, Love, and Cold Hard Cash                        | Mansfield                                              | Telefilme                                                                                     |
| 1993      | NYPD Blue                                            | Donald Selness                                         | 2 episódios                                                                                   |
| 1994      | Deep Red                                             | Warren Rickman                                         | Telefilme                                                                                     |
| 1994      | Dead Man's Revenge                                   | Bullock                                                | Telefilme                                                                                     |
| 1994      | ER                                                   | Administrador de hospital                              | Episódio: "Day One"                                                                           |
| 1994      | Mortal Fear                                          | Dr. Alvin Hayes                                        | Telefilme                                                                                     |
| 1994      | New Eden                                             | Ares                                                   | Telefilme                                                                                     |
| 1995      | Under Suspicion                                      | Ron O'Keefe                                            | Episódio: "A Haunting Case"                                                                   |
| 1996      | The Babysitter's Seduction                           | Detetive Frank O'Keefe                                 | Telefilme                                                                                     |
| 1996      | The Lazarus Man                                      | Desconhecido                                           | Episódio: "Among the Dead"                                                                    |
| 1996      | Murder One                                           | Jerry Albanese                                         | Episódio: "Chapter Twenty-Two"                                                                |
| 1996      | Unabomber: The True Story                            | Theodore Kaczynski                                     | Telefilme                                                                                     |
| 1996      | Chicago Hope                                         | Luther Evans                                           | Episódio: "A Time to Kill"                                                                    |
| 1997      | La Femme Nikita                                      | Perry Bauer                                            | Episódio: "Love"                                                                              |
| 1997      | Nash Bridges                                         | William Boyd                                           | Episódio: "Payback"                                                                           |
| 1998      | Stargate SG-1                                        | Omoc                                                   | Episódio: "Enigma"                                                                            |
| 1998      | One Hot Summer Night                                 | Vincent 'Coupe' De Ville                               | Telefilme                                                                                     |
| 1998      | Walker, Texas Ranger                                 | Karl Storm                                             | 2 episódios                                                                                   |
| 1998      | Vengeance Unlimited                                  | Teddy Hix                                              | Episódio: "Bitter End"                                                                        |
| 1999      | Strange World                                        | Owen Sassen                                            | Episódio: "Eliza"                                                                             |
| 1999      | The Pretender                                        | Mr. White                                              | Episódio: "The World's Changing"                                                              |
| 2000      | The X-Files                                          | Darryl Weaver                                          | Episódio: "Brand X"                                                                           |
| 2000      | Harsh Realm                                          | Slater                                                 | Episódio: "Reunion"                                                                           |
| 2001      | Once and Again                                       | Homem de terno                                         | Episódio: "Aaron's Getting Better"                                                            |
| 2001      | The Sopranos                                         | Major Carl Zwingli                                     | Episódio: "Army of One"                                                                       |
| 2001      | The Guardian                                         | Desconhecido                                           | Episódio: "The Funnies"                                                                       |
| 2001      | Alias                                                | SD-6 Agente Karl Dreyer                                | 2 episódios                                                                                   |
| 2002      | Charmed                                              | Orin                                                   | Episódio: "The Eyes Have It"                                                                  |
| 2002      | The West Wing                                        | Coronel Whitcomb                                       | Episódio: "Process Stories"                                                                   |
| 2003      | 24                                                   | Peter Kingsley                                         | 4 episódios                                                                                   |
| 2003      | E! Live from the Red Carpet                          | Ele mesmo                                              | Episódio: "The 2003 Screen Actors Guild Awards"                                               |
| 2005      | Revelations                                          | Nathan Volk                                            | 5 episódios                                                                                   |
| 2006      | Scream Awards 2006                                   | Ele mesmo                                              | Especial de televisão                                                                         |
| 2006      | Casino Cinema                                        | Ele mesmo                                              | Episódio: "31 October 2006"                                                                   |
| 2007      | The Kill Point                                       | Alan Beck                                              | 6 episódios                                                                                   |
| 2007      | 07 Spaceys                                           | Ele mesmo                                              | Telefilme                                                                                     |
| 2009      | Starz Inside: Unforgettably Evil                     | Ele mesmo                                              | Documentário de televisão                                                                     |
| 2009      | Made in Hollywood                                    | Ele mesmo                                              | 1 episódio                                                                                    |
| 2010      | 14th Annual PRISM Awards                             | Ele mesmo                                              | Especial de televisão                                                                         |
| 2010      | IMDb's 20th Anniversary Star of the Day              | Ele mesmo                                              | Episódio: "Tobin Bell"                                                                        |
| 2011      | Twist & Shout: The Saw Story                         | Ele mesmo                                              | Curta-metragem de televisão                                                                   |
| 2012      | Visionado obligado                                   | 'Jigsaw'                                               | Também conhecido em inglês como Forced Viewing, Episódio: "Primer", apenas imagens de arquivo |
| 2014      | Criminal Minds                                       | Malachi Lee                                            | Episódio: "Blood Relations"                                                                   |
| 2014      | Wilfred                                              | Charles                                                | Episódio: "Happiness"                                                                         |
| 2015      | Skin Wars                                            | Ele mesmo - juiz convidado                             | Episódio: "Emotional Rollercoaster"                                                           |
| 2015      | Nerd Nation TV                                       | Ele mesmo                                              | Episódio: "Tobin Bell"                                                                        |
| 2015      | Cinerockom                                           | Ele mesmo - Vencedor do Prêmio de Prata de Melhor Ator | Episódio: "Cinerockom Beverly Hills 2015 Festival & Awards"                                   |
| 2016      | Days of Our Lives                                    | Yo Ling                                                | 4 episódios                                                                                   |
| 2016      | All Access Pass                                      | Ele mesmo                                              | Episódio: "Tobin Bell - Wizard World Comic Con Portland"                                      |
| 2016-2017 | The Flash                                            | Doutor Alquimia / Savitar                              | Vozes, 15 episódios                                                                           |
| 2017      | Demented Pictures                                    | Ele mesmo                                              | Episódio: "Everything You Ever Wanted To Know About Saw", Apenas imagens de arquivo           |
| 2018      | Demented Top Tens                                    | 'Jigsaw'                                               | Episódio: "Top Ten Twist Endings", Apenas imagens de arquivo                                  |
| 2018      | Eli Roth's History of Horror                         | Ele mesmo                                              | Episódio: "Slashers Part 2"                                                                   |
| 2019      | Creepshow                                            | Chefe (segmento "Gray Matter")                         | Episódio: "Gray Matter/The House of the Head"                                                 |
| 2020      | MacGyver                                             | Leland                                                 | 2 episódios                                                                                   |
| 2021      | The Gloom                                            | Dr. Lasher                                             | 8 episódios                                                                                   |

| Ano  | Título                       | Papel                | Notas |
| ---- | ---------------------------- | -------------------- | ----- |
| 2009 | Saw                          | John Kramer / Jigsaw | Voz   |
| 2010 | Saw II: Flesh & Blood        | John Kramer / Jigsaw | Voz   |
| 2020 | Call of Duty: Modern Warfare | John Kramer / Jigsaw | Voz   |

## Leituras adicionais
- Voisin, Scott; Roebuck, Daniel (25 de maio de 2009). Character Kings: Hollywood's Familiar Faces Discuss the Art & Business of Acting. [S.l.]: BearManor Media. ISBN 978-1-59393-342-5